# Bae Jung-son
Bae Jung-Son (배중손, 裵仲孫, ? ~ 1271) fue uno de los generales que dirigió la Sambyeolcho durante unos meses después de que el rey Wonjong de Goryeo se fuera a Gaegyeong.

## Vida
Se opuso a los mongoles (Yuan dinastía) en China porque les odiaba. En mayo de 1270, cuándo el Rey Wonjong de Goryeo decidió regresar a Gaegyeong (ahora Gaeseong) desde la Isla Ganghwa, él se opuso. El rey Wonjong ordenó la disolución del Sambyeolcho, pero se negó también. Entonces trasladó el Sambyeolcho de la Isla Ganghwa a la Isla Jindo en junio de 1270, manteniendo su oposición a los mongoles. En abril de 1271 murió durante el asalto y ocupación de la Isla Jindo por los ejércitos Goryeo y Mongoles.

## Después de su muerte
Algunos supervivientes como Kim Tong-jeong huyeron de la Isla Ganghwa y huyeron a la isla Jeju, pero desaparecieron en 1273 tras la victoria del ejército combinado Goryeo-Mongol. Aquello supuso el fin de Sambyeolcho y la rebelión de estos.